# Dickschwanz-Springmäuse
Dickschwanz-Springmäuse (Stylodipus) sind eine Gattung von Nagetieren in der Familie der Springmäuse, mit drei Arten die in Osteuropa und Zentralasien vorkommen. In älteren Abhandlungen tritt häufig das Synonym Scirtopoda (Brandt, 1843) als wissenschaftlicher Name auf.

## Merkmale
Mit einer Kopf-Rumpf-Länge von 10 bis 13 cm, einer Schwanzlänge von 13 bis 16 cm und einem Gewicht von 60 bis 70 g gehören die Arten zu den mittelgroßen Springmäusen. Ihre Hinterfüße sind 4,5 bis 6 cm lang. Trotz des deutschen Trivialnamens ist der Schwanz nur etwas dicker als bei den nahe verwandten Wüstenspringmäusen (Jaculus) und schmaler als bei den Fettschwanz-Springmäusen (Pygeretmus). Wie bei den anderen Vertretern der Unterfamilie Dipodinae kommen nur drei Zehen an den Hinterfüßen vor. Das Fell ist oberseits sandfarben bis hellbraun, wobei mehrere Haare schwarze Spitzen besitzen. Es wird an den Seiten heller und ist auf der Unterseite weiß. Die Farbe der Oberseite setzt sich auf dem Schwanz, der keine Quaste besitzt, fort. Bei einzelnen Exemplaren ist die Schwanzspitze heller oder dunkler, jedoch nie völlig weiß. Als Anpassung an den oft heißen Lebensraum sind die Sohlen der Hinterfüße behaart. Die Zehen dieser Füße sind mit Krallen und steifen Haaren in den Zwischenräumen ausgerüstet.

## Lebensweise
Dickschwanz-Springmäuse leben vorwiegend in Wüsten und Steppen. Gelegentlich besuchen sie Nadelwälder oder Ackerland. Sie graben einfache Erdlöcher für kürzere Pausen und komplexe Tunnelsysteme für die Aufzucht der Jungen und den Winterschlaf. Diese Baue bestehen aus 65 bis 270 cm langen Gängen, die 20 bis 70 cm unter dem Grund, liegen sowie aus mehreren Kammern und Ausgängen. Je nach Verbreitung halten diese Springmäuse von September oder Oktober bis März Winterschlaf.
In den anderen Jahreszeiten sind Dickschwanz-Springmäuse vorwiegend in der ersten Nachthälfte aktiv. Sie fressen Flechten, Körner, junge Sprosse (Rhizom) und Zwiebeln. Abhängig von der Art erfolgt die Fortpflanzung im Frühjahr oder bis zum Spätsommer. Weibchen haben in dieser Zeit mindestens einen Wurf mit 2 bis 8 Jungtieren. Außerhalb der Paarungszeit überlappen die Reviere mehrerer Individuen unterschiedlicher Geschlechter einander. Zumindest Weibchen tolerieren im Grenzbereich gleichgeschlechtliche Eindringlinge.

## Arten
Folgende Arten zählen zur Gattung:
- Die Östliche Dickschwanzspringmaus (Stylodipus andrewsi) lebt in der Mongolei sowie in den chinesischen Provinzen Innere Mongolei, Gansu und Ningxia.
- Die Mongolische Dickschwanzspringmaus (Stylodipus sungorus) ist ein Endemit der Wüste Gobi in der Mongolei und vermutlich auch in China.
- Die Westliche Dickschwanzspringmaus (Stylodipus telum) kommt mit mehreren voneinander getrennten Populationen vom Osten der Ukraine bis nach Nordwest-China vor.

Die drei Arten werden von der IUCN als nicht gefährdet (Least Concern) gelistet.